# Livro de Joel

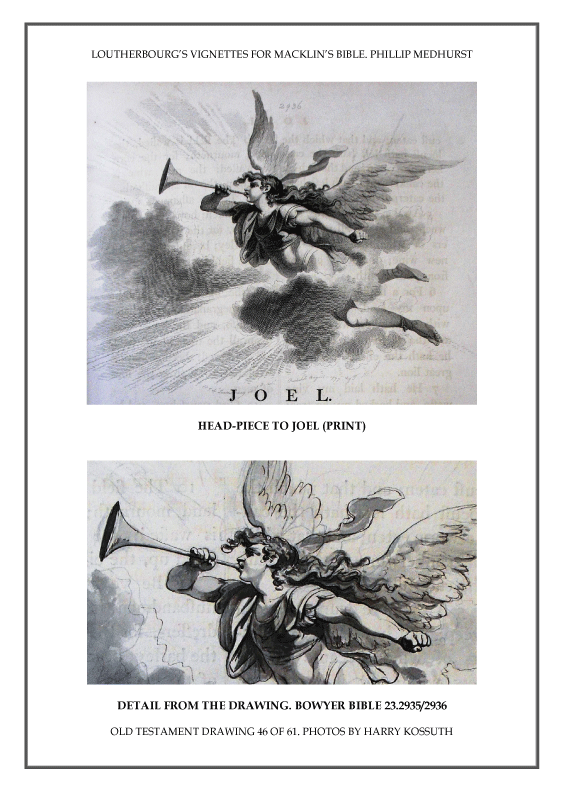
Ilustração para o Livro de Joel na Bíblia Macklin – Joel 2:1. Um anjo tocando para o lado esquerdo. Phillip Medhurst, 1797.

O Livro de Joel faz parte do Antigo Testamento; vem depois do Livro de Oseias e antes do Livro de Amós. Segundo a tradição, foi escrito pelo profeta Joel.
Alguns sustentam que foi escrito no final da era monárquica, mas maioria dos exegetas sustenta que foi escrito após o Exílio na Babilônia e após a reconstrução do Templo de Jerusalém, ou seja, aproximadamente em 400 a.C., pois o livro não se refere a nenhum rei, nem ao Exílio.
A mensagem do livro é o "julgamento que Deus fará contra os inimigos de Israel e, de uma perspectiva escatológica, a vitória final do povo de Deus".
As dúvidas sobre a época em que o profeta Joel viveu dificultam a interpretação do que ele escreveu.
Pode-se dividir o livro em duas partes:
- Os dois primeiros capítulos narram uma terrível invasão de gafanhotos que devasta a plantação do país. Diante disso, Joel pede a participação de todos (profetas, sacerdotes e povo), com arrependimento e jejum geral, para suplicar a Deus que afaste a catástrofe;[4]

esta liturgia penitencial permite caracterizar Joel como um profeta cultual, ligado ao serviço do Templo;
Deus mostra a sua misericórdia e anuncia a libertação da praga e as bênçãos para uma nova plantação. Como o profeta compara esses gafanhotos a um exército, talvez se possa pensar que ele esteja falando de uma invasão inimiga;
- os dois últimos capítulos[a] descrevem o julgamento de Deus sobre as nações e a vitória final;[4]

a efusão do espírito profético sobre todo o povo na era escatológica (3:1-5) responde ao anseio de Moisés em Nm 11:29.
Parece que a primeira parte não tem nada a ver com a segunda, mas uma expressão une o livro todo: o dia de Jeová.  O que na primeira parte eram gafanhotos ou exército inimigo, na segunda se transforma em exército de Deus; a praga se torna apenas uma imagem do grande dia em que a humanidade prestará contas a Deus. Assim como afastou os gafanhotos, também a misericórdia de Deus, alcançada pelo arrependimento e jejum, transforma o julgamento em dia de libertação e salvação: arrasada a plantação, ressurge nova e viçosa. Desse modo, uma praga de gafanhotos observada atentamente serviu para que Joel anunciasse o dia de Javé.
A passagem mais destacada de Joel é o capítulo 3 (ou versículos 28 a 32 do capítulo 2, na versão Almeida) que é citado elo apóstolo Pedro no sermão de Pentecostes em Atos dos Apóstolos 2:17-21. Por isso, Joel é também chamado o profeta de Pentecostes, sendo também considerado o profeta da penitência, por causa da primeira parte do livro.